# La fiera della vanità (miniserie televisiva)
La fiera della vanità - talvolta indicato erroneamente come La fiera delle vanità - è il titolo di uno sceneggiato televisivo, prodotto dalla Rai e trasmesso in sette puntate dall'allora Programma Nazionale in prima serata la domenica.
Tratto dal romanzo omonimo di William Makepeace Thackeray, era diretto da Anton Giulio Majano, che ne curò la sceneggiatura e l'adattamento televisivo, coadiuvato dal poeta Attilio Bertolucci e in collaborazione anche con il commediografo Aldo Nicolaj.
Girato in bianco ed nero negli studi Rai di Napoli, aveva scenografie di Nicola Rubertelli; i costumi erano a cura di Giancarlo Bertolini Salimbeni mentre autore delle musiche era Riz Ortolani.

## Vanità protagonista in un racconto "senza eroi"
Come annota l'Enciclopedia della televisione, al pari del romanzo da cui è stato tratto, lo sceneggiato mette in scena, "in maniera sottilmente complessa, le colpe di una società capace di premiare solo l'ipocrisia". Il tutto visto sullo sfondo dell'Inghilterra di inizio Ottocento e attraverso le vicende parallele delle due protagoniste: l'astuta arrivista Becky Sharp e la timida e virtuosa, ma anche ingenua e insipida, Emmy Sedley.
La vanità, come protagonista di un racconto senza eroi, aleggia fra la pagina scritta trasposta sul piccolo schermo e la visualizzazione spettacolare di balli, momenti di mondanità, villeggiature e piccole frivolezze mentre sullo sfondo rimangono le guerre napoleoniche. In definitiva, l'esito finale è che la messinscena, "ossessionata dalla ricostruzione scenografica e assai rispettosa della parola scritta", "rinuncia talvolta alla graffiante ironia di Thackeray".

## IlCast

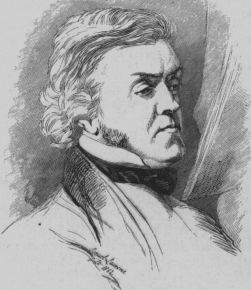
W.M. Thackeray

Il cast che animava la vicenda ottocentesca senza protagonisti ideata da Thackeray - composto da collaudati interpreti provenienti per lo più dal teatro di prosa - comprendeva, nelle figure principali:
- Romolo Valli, nel ruolo dell'autore, deus ex machina, qui presentato come una sorta di imbonitore-burattinaio (cui spetta il compito di sottolineare i passaggi salienti della narrazione, fornire commenti fuori campo e riassumere il contenuto delle puntate precedenti, oltre che dare vita ad un finale colloquio con la principale non-protagonista della vicenda, l'inquieta Becky)
- Adriana Asti e Ilaria Occhini, rispettivamente nei ruoli principali femminili delle amiche Rebecca "Becky" Sharp e Amelia "Emmy" Sedley
- Gabriele Antonini e Nando Gazzolo, nei rispettivi panni del fidanzato ufficiale di Amelia e dell'amico e spasimante non dichiarato della stessa Emmy

Nello sceneggiato appare anche in una piccola parte Valerio "Giusva" Fioravanti, impegnato nel ruolo del bimbo figlio di Becky Sharp.
È presente anche Paola, la figlia del regista e futura doppiatrice, nel ruolo del piccolo Rawdy.

## Altri interpreti
Altri interpreti dello sceneggiato erano:
- Wanda Capodaglio
- Andrea Checchi
- Zoe Incrocci
- Roldano Lupi
- Nora Ricci